# Alen Melunović
Alen Melunović (ur. 26 stycznia 1990 w Prijepolju) – serbski piłkarz występujący na pozycji napastnika w Shijiazhuang Ever Bright.
Jako junior Melunović grał w wielu klubach byłej Jugosławii, jednak profesjonalną karierę rozpoczął w czeskim FK Teplice, skąd był wypożyczany do FK Ústí nad Labem i FK Varnsdorf. Na początku 2013 roku przeszedł do bośniackiego FK Sarajevo, skąd po pół roku trafił do Widzewa Łódź. Pierwszą bramkę w Ekstraklasie zdobył 3 grudnia 2013 roku w meczu z Górnikiem Zabrze (na 2:2, wynik 3:2 dla Górnika).